# Bergkapelle Ellmeney

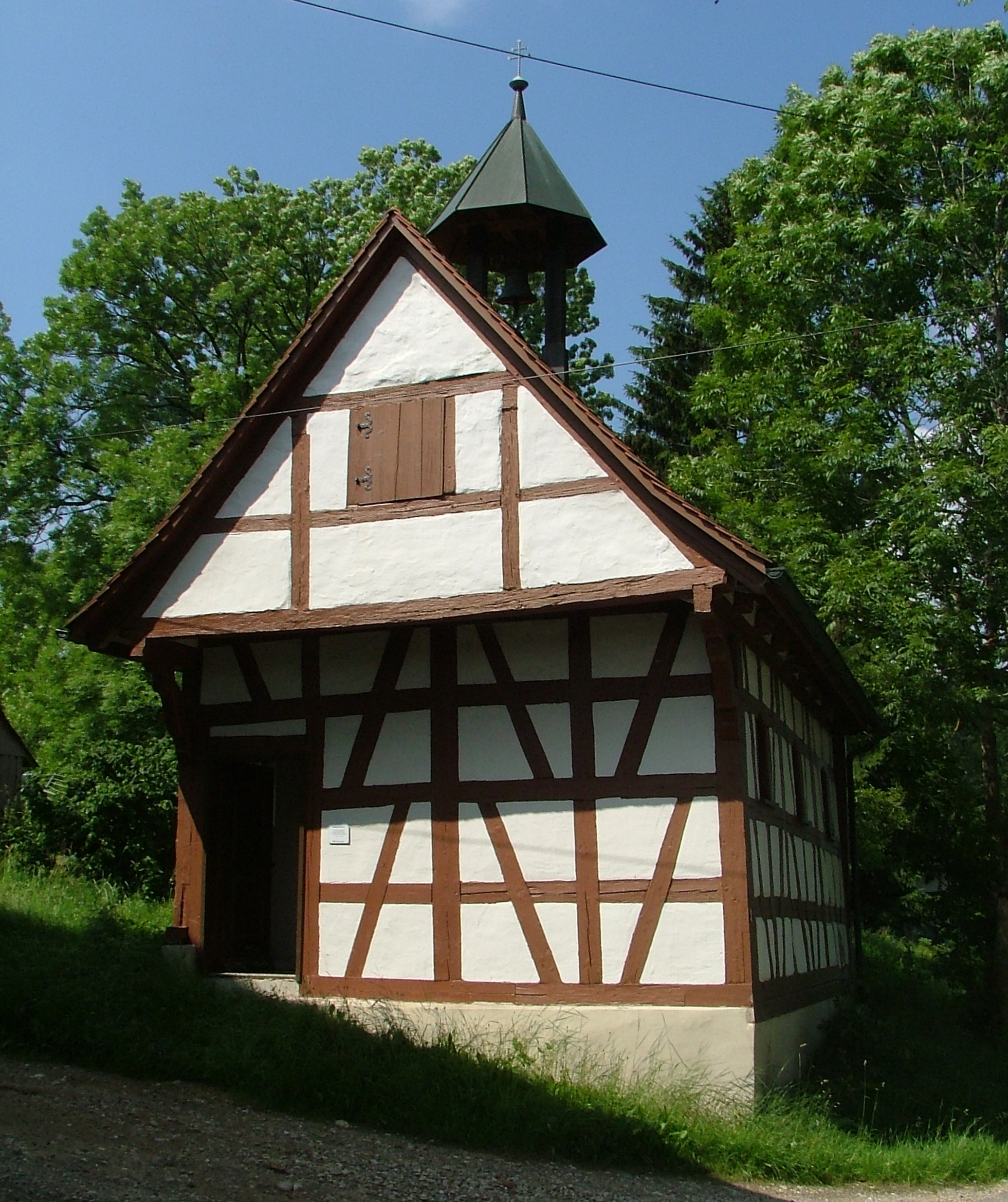
Bergkapelle Ellmeney

Die Bergkapelle Ellmeney ist eine römisch-katholische Kapelle im Ortsteil Ellmeney der Stadt Leutkirch im Allgäu.

## Beschreibung
Die Kapelle liegt zwischen Leutkirch und Isny etwa eineinhalb Kilometer östlich von Rimpach, also etwa 10 Kilometer südsüdöstlich von Leutkirch. Der Weiler Ellmeney liegt inmitten des Waldes der Adelegg. Die heutige Kapelle ist ein Fachwerkbau. Der Eingang in die Kapelle erfolgt über den Chor. Am Chorbogen steht die Jahreszahl 1736. Der Hauptaltar mit einem Geißelheiland und die beiden Seitenaltäre sind im Stil des Barock ausgeführt. Ölgemälde stellen zwei Heilige mit den Attributen ihrer Martyrien dar: den heiligen Dionysius mit dem abgeschlagenen Kopf und den heiligen Erasmus, der sein Gedärm auf einer Winde aufhaspelt.
Ein Besuch der Kapelle verbunden mit Gebeten zu den Heiligen sollte, darauf vertraut die Volksfrömmigkeit, zur Heilung oder zumindest der Linderung bei Kopfschmerz, Darm- und Unterleibsbeschwerden führen.